# Franco marroquí
El franco (en árabe: فرنك) fue la moneda del Protectorado francés de Marruecos desde 1921. Se convirtió en la moneda oficial de todo Marruecos en 1957 y circuló hasta 1974. Se dividía en 100 céntimos (en árabe: سنتيم).

## Historia
Antes de la Primera Guerra Mundial, el rial marroquí estaba valuado a una tasa de 1 rial = 5 francos franceses. Sin embargo, después de la guerra, el valor del franco francés cayó, de manera que cuando el franco sustituyó al rial, fue a una tasa de 10 francos = 1 rial. El franco marroquí tenía el mismo valor que el franco francés.
Cuando el Protectorado español de Marruecos se unió con el resto de Marruecos, el franco sustituyó a la peseta española, a razón de 1 peseta = 10 francos.
En 1960, el dirham marroquí se introdujo como moneda de curso legal. Se subdividía en 100 francos. El término "franco" fue reemplazado como unidad fraccionaria por el término "santim" en 1974.

## Monedas

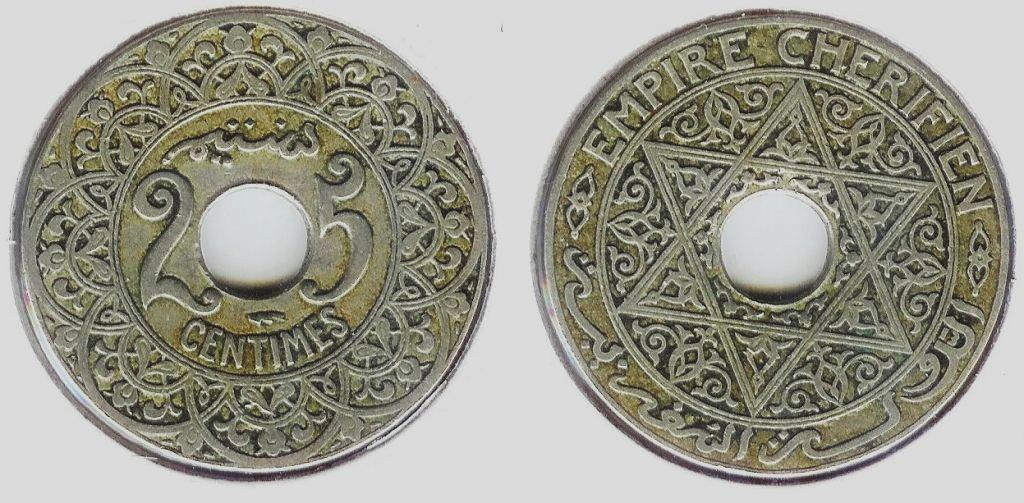
25 céntimos de 1924.

En 1921, las monedas se introdujeron bajo el reinado de Yusuf, en denominaciones de 25 y 50 céntimos y 1 franco. Las piezas de 25 céntimos son circulares y perforadas en el centro, fueron acuñadas en cuproníquel. Las de 50 céntimos y 1 franco fueron acuñadas en 1921 en París, y en 1924 en Poissy.
En 1928, bajo el reinado de Mohamed V, monedas de plata de 2, 10 y 20 francos se introdujeron. Estas monedas, y todas las monedas siguientes, fueron acuñadas en París. Entre 1945 y 1947, se acuñaron en bronce de aluminio monedas de 50 céntimos, 1, 2 y 5 francos, y en cuproníquel, nimismas de 10 y 20 francos. Una nueva serie se produjo entre 1951 y 1953 en denominaciones de 1, 2 y 5 francos en aluminio, 10, 20 y 50 francos en bronce de aluminio y 100 y 200 francos de plata. En 1956 se acuñaron monedas de plata de 500 francos. Monedas fechadas en 1951 y 1952 de 1, 2, 5, 10, 20 y 50 francos fueron emitidas sin un cambio de fecha hasta 1974, cuando fueron reemplazadas por las nuevas monedas fraccionarias denominadas en santims.

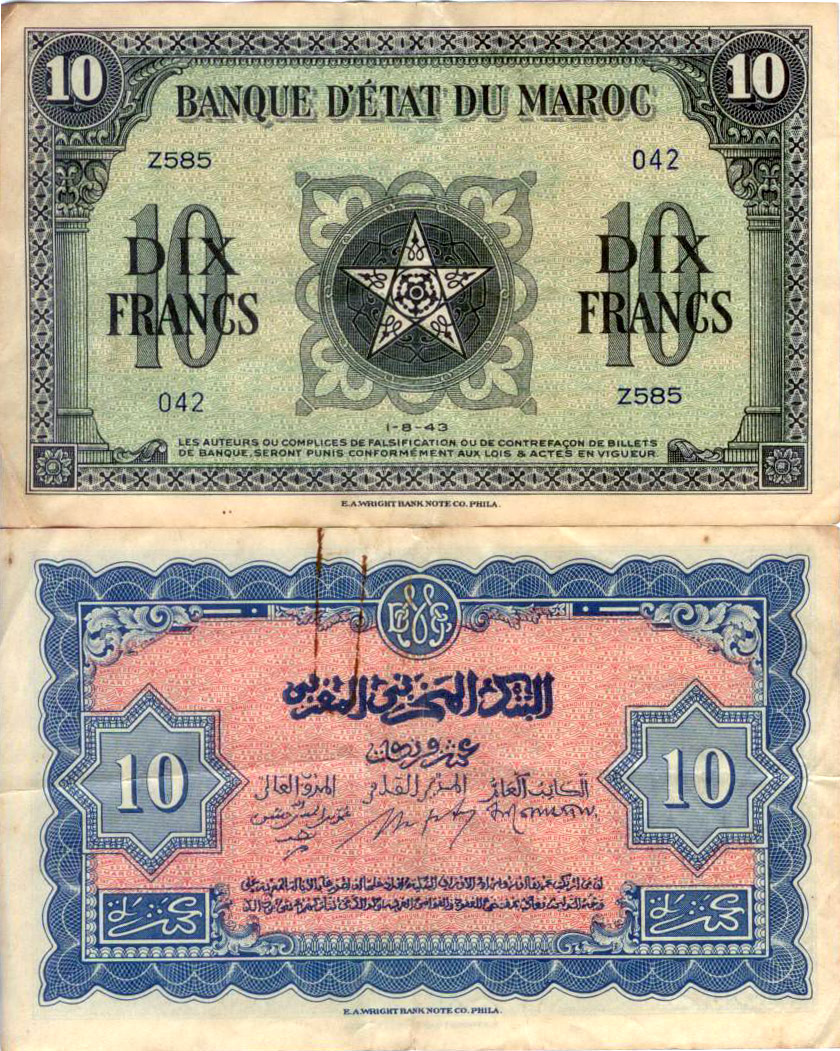
Un billete impreso en 1943 de 10 francos marroquíes.

## Billetes
Los primeros billetes denominadas francos marroquíes fueron emitidos entre 1910 y 1917 y fueron denominados también en riales. Las denominaciones eran: 20 francos (4 riales) y 100 francos (20 riales). Aunque el franco solo reemplazó efectivamente al rial en 1921, el papel moneda valuado en francos comenzó a imprimirse desde 1919. Se imprimió también en ese año billetes de emergencia en denominaciones de 25 y 50 céntimos, 1 y 2 francos.